# 570 (szám)
Az 570 (római számmal: DLXX) egy természetes szám.

## A szám a matematikában
A tízes számrendszerbeli 570-es a kettes számrendszerben 1000111010, a nyolcas számrendszerben 1072, a tizenhatos számrendszerben 23A alakban írható fel.
Az 570 páros szám, összetett szám, kanonikus alakban a 21 · 31 · 51 · 191 szorzattal, normálalakban az 5,7 · 102 szorzattal írható fel. Tizenhat osztója van a természetes számok halmazán, ezek növekvő sorrendben: 1, 2, 3, 5, 6, 10, 15, 19, 30, 38, 57, 95, 114, 190, 285 és 570.
Az 570 négyzete 324 900, köbe 185 193 000, négyzetgyöke 23,87467, köbgyöke 8,29134, reciproka 0,0017544. Az 570 egység sugarú kör kerülete 3581,41563 egység, területe 1 020 703,453 területegység; az 570 egység sugarú gömb térfogata 775 734 624,4 térfogategység.